# آنتیموان (یوتا)
آنتیموان (به انگلیسی: Antimony) شهری در ایالت یوتا کشور ایالات متحده آمریکا است که جمعیت آن در سرشماری سال ۲۰۱۰ میلادی، ۱۲۲ نفر بوده‌است.